# Vetenskapsmagasinet
Vetenskapsmagasinet är ett svenskt populärvetenskapligt TV-program som produceras av Sveriges Televisions (SVT) vetenskapsredaktion. Programledare är sedan 2008 Linda Nyberg. Bland reportrarna märks Rasmus Åkerblom, Benny Eriksson, Bodil Appelquist m.fl. Programmen är 30 minuter långa. De innehåller reportage både från Sverige och andra länder. Till skillnad från andra vetenskapsprogram har Vetenskapsmagasinet som "ambition [...] att ge tittaren en upplevelse av det senaste inom vetenskap och teknik, men också visa hur vetenskapen griper in i vår vardag. Här ska tittaren hitta sammanhangen, förklaringarna och fascinationen."
Programmet rapporterade redan 2006 om FRA-lagen.
Programmet demonstrerade på 1980-talet video i sänt med anaglyfteknik för att få 3D-effekt.

## Musik
- Inledningsmusik: Little yellow spider - Devendra Banhart
- Slutmusik: Afrikaan beat - Bert Kaempfert